# Muzio Gallo
Muzio Gallo (Osimo, 15 de abril de 1721 - Viterbo, 13 de dezembro de 1801) foi um cardeal do século XVIII e XIX

## Nascimento
Nasceu em Osimo em 15 de abril de 1721. De família nobre. Quinto dos oito filhos do Conde Giulio Gallo e Anna Francesca Ripanti, de Jesi. Os outros irmãos eram Bernardino, Anton Maria, Maria Lúcia, Francesco, Vittoriano, Filomena, Benedetto e Cristina. Seu sobrenome também está listado como Galli. Outro cardeal da família foi Antonio Maria Galli (1586).

## Educação
Estudos iniciais em Osimo; depois, frequentou a Pontifícia Academia dos Nobres Eclesiásticos a partir de 1743; e na Universidade La Sapienza , em Roma, onde obteve um doutorado in utroque iure , direito canônico e civil.

## Vida pregressa
Foi a Roma durante o pontificado do Papa Bento XIV. Referendário dos Tribunais da Assinatura Apostólica de Justiça e Graça, 28 de agosto de 1749. Governador de Narni, 3 de julho de 1751. Governador de San Severino, 15 de março de 1752. Governador de Norcia e Montagna, 28 de fevereiro de 1755. Governador de Camerino, 12 de dezembro de 1759; ingressou, 20 de fevereiro de 1760; durante a fome de 1764, ele ajudou os pobres obrigando os proprietários de terras a abrir suas lojas e impondo um preço máximo; ele era generoso com seu próprio patrimônio e esmolas. Governador de Civitavecchia, 27 de novembro de 1764. Governador de Campagna e Marittima, 5 de outubro de 1765. Secretário da SC Consistorial e do Sagrado Colégio dos Cardeais, 1767-1770. Cânone do capítulo da patriarcal basílica vaticana, 31 de janeiro de 1768. Secretário da SC dos Ritos 1769. Protonotário apostólicohonorários . Recebeu o diaconato em 22 de setembro de 1770. Secretário da Sagrada Consulta no pontificado do Papa Pio VI.

## Cardinalado
Criado cardeal sacerdote no consistório de 14 de fevereiro de 1785; recebeu o chapéu vermelho em 17 de fevereiro de 1785; e o título de S. Anastasia, 11 de abril de 1785. Atribuído à SS. CC. dos Ritos, Sagradas Consultas , Bispos e Regulares, e Fábrica da Basílica de São Pedro. Protetor dos mosteiros de S. Niccolò, Osimo; de S. Marziale, Gubbio; de S. Rosa, Viterbo; das Confrarias da SS. Nome di Gesù, da SS. Concezione, ambos em Viterbo; do S. Giovanni Decollato, chamado della Misercordia , Vetralla; de S. Giovanni Battista, chamado Confalone , Terra di Bagnaja; e do mosteiro della Assunta, Viterbo. O professor Tommaso Zenobi, de Osimo, pronunciou uma oração em sua homenagem por causa de sua promoção ao cardinalato.

## Episcopado
Eleito bispo de Viterbo e Toscanella, em 14 de fevereiro de 1785, com dispensa por ainda não ter recebido o sacerdócio. Consagrado, 17 de abril de 1785, Roma, pelo cardeal Francesco Saverio de Zelada, auxiliado por Martino Bianchi, arcebispo de Lucca, e por Pier Luigi Galletti, OSB, bispo titular de Cirene. Tomou posse da sé no dia 5 de junho seguinte. Suas armas episcopais tinham um galo (gallo) ao meio e a cruz de Malta ao fundo. No dia 25 de agosto seguinte, o novo bispo participou de uma cerimônia solene na catedral de S. Lorenzo de Viterbo para o batismo do mouro Musta de Oithman, muçulmano, nascido em Trípoli, que se converteu ao catolicismo. O padrinho foi o cardeal Francesco Paolo Antamori, bispo de Orvieto. Recebeu os nomes de Paolo Francesco (em homenagem a seu padrinho) Giuseppe Maria. A alocução do Cardeal Gallo foi impressa por Poggiarelli de Viterbo. Foi cavaleiro da Ordem Soberana Militar Hospitaleira de São João de Jerusalém de Rodes e de Malta. Após a eclosão da Revolução Francesa, muitos clérigos que se recusaram a jurar lealdade à Constituição Civil do Clero foram exilados e se refugiaram nos Estados Pontifícios. Como não foi possível receber todos em Roma, o Papa Pio VI enviou um número a Viterbo, onde o Cardeal Gallo prontamente organizou a Após a eclosão da Revolução Francesa, muitos clérigos que se recusaram a jurar lealdade à Constituição Civil do Clero foram exilados e se refugiaram nos Estados Pontifícios. Como não foi possível recebê-los todos em Roma, o Papa Pio VI enviou um número a Viterbo, onde o Cardeal Gallo prontamente organizou a Após a eclosão da Revolução Francesa, muitos clérigos que se recusaram a jurar lealdade à Constituição Civil do Clero foram exilados e se refugiaram nos Estados Pontifícios. Como não foi possível recebê-los todos em Roma, o Papa Pio VI enviou um número a Viterbo, onde o Cardeal Gallo prontamente organizou aOpera Pia dell'ospitalità francesepara ajudar os refugiados. Em 1793, quando chegou a Viterbo a notícia da execução do rei Luís XVI da França, o cardeal Gallo celebrou um funeral para o monarca em 14 de maio na igreja de Santa Maria in Gradi, ao qual as autoridades não compareceram por medo de comprometendo suas posições. Em 29 de dezembro de 1797, quando Joseph Bonaparte, que havia sido nomeado embaixador da França em Roma, passou por Viterbo, foi insultado e apedrejado. Este foi o pretexto para a abolição dos Estados papais e a ocupação final pelos franceses. A propriedade da Igreja foi confiscada e a anuidade do bispo foi drasticamente reduzida. Enquanto numerosos prelados em outros lugares fugiram ou desistiram de seus cargos, o cardeal Gallo, apesar da idade avançada, permaneceu bravamente no local, correndo de ponta a ponta da cidade à paisana (foi proibido de usar paramentos de bispo) para tentar acalmar os moradores revoltados. Em 27 de novembro de 1798, ele salvou a vida de trinta franceses, a quem a população de Viterbo ameaçou de morte. O cardeal os recebeu em seu palácio e, vestindo-se com suas vestes pontifícias, arengou ao povo de uma varanda. A multidão, até então furiosa e amotinada, caiu de joelhos e implorou sua bênção e logo depois o general Kellerman marchou para a cidade e socorreu seus compatriotas. Não participou do O cardeal os recebeu em seu palácio e, vestindo-se com suas vestes pontifícias, arengou ao povo de uma varanda. A multidão, até então furiosa e amotinada, caiu de joelhos e implorou sua bênção e logo depois o general Kellerman marchou para a cidade e socorreu seus compatriotas. Não participou do O cardeal os recebeu em seu palácio e, vestindo-se com suas vestes pontifícias, arengou ao povo de uma varanda. A multidão, até então furiosa e amotinada, caiu de joelhos e implorou sua bênção e logo depois o general Kellerman marchou para a cidade e socorreu seus compatriotas. Não participou do conclave de 1799-1800 , que elegeu o Papa Pio VII. A normalidade voltou a Viterbo somente após a assinatura da concordata entre a França e a Santa Sé em 18 de fevereiro de 1801. Os últimos meses de sua vida foram marcados por um desastre final: a queda da "Macchina" de Santa Rosa na noite de 3 de setembro, que causou muitas baixas. Ele restaurou a catedral de Viterbo às suas próprias custas.

## Morte
Morreu em Viterbo em 13 de dezembro de 1801, perto das 10h, de apoplexia. Exposto na catedral de Viterbo, onde ocorreu o funeral; e sepultado na mesma catedral (1) . Uma missa fúnebre para o repouso de sua alma foi celebrada na igreja de S. Anastasia, Roma, seu título, pelo cônego Filippo Evangelisti.